# Lo-Reninge
Lo-Reninge é um município belga da província de Flandres Ocidental. O município é constituído pelas vilas de Lo (Lo-Reninge), Noordschote, Pollinkhove e Reninge. Em 1 de Janeiro de 2006, o município tinha uma população de 3.306 habitantes. Tinha uma superfície de 62,94 km² e uma densidade populacional de 53 habitantes por km².

## Divisão administrativa
O município encontra-se dividido em quatro unidades administrativas.
| #   | Nome        | Superfície | População (1999) |
| --- | ----------- | ---------- | ---------------- |
| I   | Lo          |            | 1.114            |
| II  | Reninge     |            | 1.126            |
| III | Pollinkhove |            | 611              |
| IV  | Noordschote |            | 353              |

Fonte: Streekplatform Westhoek https://web.archive.org/web/20070928072054/http://www.westhoek.be/streekplatform/Tabellen/3.2..htm 

## Mapa

Lo-Reninge, deelgemeenten e localidades em redor. As zonas amareladas são áreas urbanas